# Nagarasari
Nagarasari is een bestuurslaag in het regentschap Kota Tasikmalaya van de provincie West-Java, Indonesië. Nagarasari telt 17.689 inwoners (volkstelling 2010).